# Febo (motorfiets)
De Febo is een Spaans historisch merk van scooters.
De bedrijfsnaam was: Motocycletas Evycsa, Barcelona.
Evycsa maakte de Febo-scooter met 125cc-tweetaktmotor in de jaren vijftig, volgens sommige bronnen van 1949 tot 1953, volgens andere van 1952 tot 1959.